# Marquesado de Monteflorido
El marquesado de Monteflorido es un título nobiliario español, de Castilla. Fue concedido por el rey Carlos III, con el vizcondado previo de San Antonio y mediante real decreto de 26 de noviembre de 1770 y real despacho de 17 de septiembre de 1771, en favor de Felipe Sergeant y Salcedo, noble y hacendado de Castilleja de la Cuesta, natural de Sevilla y oriundo de Flandes, regidor perpetuo de la ciudad de Amberes.

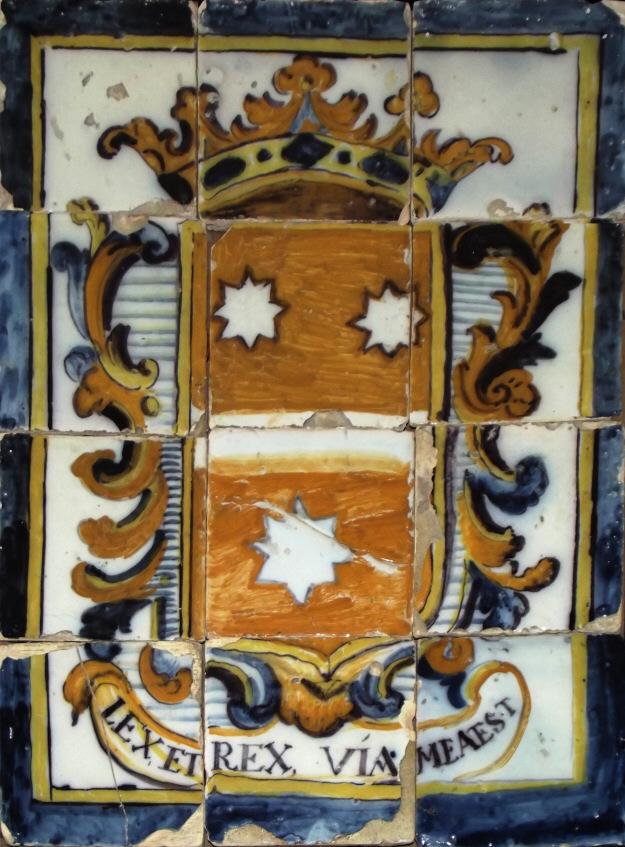
Panel de azulejos con el escudo de Felipe Sergeant y Salcedo, primer marqués de Monteflorido desde 1771. Fijado originalmente en la fachada de la hacienda de San Rafael, en Castilleja de la Cuesta, permaneció hasta los años 70 del siglo XX en dicho edificio, sito en la calle Real de la villa. La denominación de Monteflorido podría aludir precisamente a dicha hacienda alixeña. A principios del siglo XVIII estos Sergeant estaban establecidos en Amberes, ciudad portuaria del ducado de Brabante de gran importancia comercial, donde se dedicaban con éxito a actividades mercantiles, pero compaginaban su perfil burgués con ribetes nobiliarios. Pertenecían al patriciado urbano como regidores perpetuos de dicha ciudad, que en 1714 pasó de la soberanía española a la austriaca. Y se pretendían de noble origen artesiano como descendientes de los Sergeant de Hendecourt, pese a que usaban distintas armas (véase la figura siguiente). Las representadas en el panel se pueden blasonar así: «En campo anaranjado, una faja de plata acompañada de tres estrellas de lo mismo». Lema: Lex et rex / via mea est (La ley y el rey mi camino son). Estas armas y lema fueron registrados en Bruselas hacia 1770 por el mismo Felipe Sergeant y Salcedo, que hasta entonces usaba otras. Conocemos otras dos representaciones en color de la armería de las estrellas, cercanas en el tiempo a esta de azulejos: el escudo pintado en el retrato del primer marqués (1772) y otro bordado en un galón de librea, algo posterior. Con pequeñas diferencias: en el del retrato, el color del campo es claramente gules, y en el del galón, el campo es anaranjado, como en los azulejos, pero el lema va escrito en una bordura.

Blasón de los Sergeant artesianos. Este linaje estaba divido en dos principales ramas: los Sergeant de Hendecourt y los de Monnecove. Ambas radicaban en el condado de Artois y traían las mismas armas: de azur, tres gavillas de trigo de oro ceñidas de gules. Lema: Sans estre, je suis Sergeant (sin estrella, soy sargento). El señorío de Hendecourt perteneció a los Le Sergeant desde 1570 (cuando lo compraron a los De Guînes) hasta la Revolución. El condado de Artois formó parte de la Monarquía Hispánica, agregado a los estados de Flandes, desde 1579 hasta 1659, cuando se incorporó al reino de Francia. En 1614 el archiduque Alberto y la infanta Isabel Clara Eugenia otorgaron patente de nobleza hereditaria a Louis le Sergeant, señor de Beaurains y de Hendecourt, abogado del Consejo provincial de Artois. Este privilegio fue aducido como prueba de nobleza ante la Chancillería de Granada por Felipe Sergeant y Salcedo (antes de ser marqués de Monteflorido), pese a que probablemente venía de diferente linaje. En 1978 la comuna francesa de Hendecourt-lès-Ransart, del departamento de Paso de Calais, adoptó como escudo oficial las armas de sus antiguos señores.

El concesionario era dueño de la hacienda de San Rafael en Castilleja de la Cuesta, estaba empadronado como hidalgo en esta villa desde 1764, en virtud de real provisión, y fue elegido su alcalde por el estado noble en 1776. Poseyó una importante colección de pintura, y se conserva un retrato suyo pintado en 1772 por un seguidor de Alonso Miguel de Tovar. Su linaje gozaba en Flandes de patente de nobleza hereditaria desde 1614.
Este título nobiliario es de sucesión regular, pues el concesionario murió sin haber fundado mayorazgo y tampoco lo hizo ninguno de sus sucesores.
En 1908 fue rehabilitado por el rey Alfonso XIII en favor de Eduardo Benjumea y Zayas, tataranieto del concesionario. A partir de 1960 se entablaron reiterados pleitos de mejor derecho que provocaron tres saltos de línea en otras tantas sucesiones de la merced, hasta que en 1973 recayó en la actual marquesa.
Los marqueses de Monteflorido han sido hacendados, militares y políticos, y han tenido propiedades y residencias en Castilleja de la Cuesta, Arahal y Sevilla.
El genealogista y toponimista Jorge Valverde Fraikin cree que la denominación alude a alguna propiedad del concesionario en la provincia de Sevilla, aunque declara no haber podido localizarla.

## Lista de marqueses de Monteflorido
|                                 | Titular                                | Periodo                 |
| Creación por Carlos III         | Creación por Carlos III                | Creación por Carlos III |
| ------------------------------- | -------------------------------------- | ----------------------- |
| I                               | Felipe Sergeant y Salcedo              | 1771-1788               |
| II                              | José María Sergeant y Mendívil         | 1788-c.1842             |
| III                             | Bernardo Sergeant y Vilardell          | c.1843-1844             |
| IV                              | Antonio María Sergeant y Mendívil      | 1844-1846               |
| Rehabilitación por Alfonso XIII |                                        |                         |
| V                               | Eduardo Benjumea y Zayas               | 1908-1939               |
| VI                              | Santiago Benjumea y López              | 1940-1964               |
| VII                             | Carlos Piñar y Pickman                 | 1964-1969               |
| «VIII»                          | Miguel Ángel de Torres y Delgado       | 1969-1973               |
| VIII                            | María del Pilar González-Green y Magro | 1973-hoy                |

Notas sobre el número de titulares y sus ordinales.

## Historia genealógica

### Concesionario
Este título fue concesión del rey Carlos III, por real decreto de 26 de noviembre de 1770 y real despacho de 17 de septiembre de 1771, en favor de
• Felipe Sergeant y Salcedo (1744-1788), I marqués de Monteflorido, regidor perpetuo de la ciudad de Amberes, que nació en Sevilla año de 1744 y falleció en 1788. Fue vecino de su ciudad natal y de la villa de Castilleja de la Cuesta, donde edificó en 1764 las casas principales de su hacienda de San Rafael. En dicho año ganó real provisión de hidalguía ante la Real Chancillería de Granada y fue empadronado como hidalgo en Castilleja. Y en 1776 empuñó la vara de alcalde noble de la villa.
Era hijo del flamenco Felipe Sergeant (Philippe Sergeant), poseedor del mismo regimiento, establecido en Sevilla como agente de comercio, y de Francisca de Salcedo y Moyano, su segunda mujer, natural de Ardales, que casaron en 1740 en el Sagrario de la Catedral de Sevilla. En primeras nupcias, su padre había casado con María Antonia Caballero.
Integrado en el ambiente ilustrado de Sevilla y en el entorno de Olavide, fue un notable mecenas y coleccionista de arte, poseedor de una pinacoteca muy selecta y variada: 

Esta colección [la del marqués de Monteflorido] fue inventariada [en 1789] por el pintor sevillano Juan de Dios Fernández, siendo testigo el también pintor José Moreno. Se trata de una colección relevante, no por el elevado número de piezas, sino por los autores coleccionados —Herrera el Viejo, Bernardo Lorente Germán, Cornelio Schut, Zurbarán—, por la variedad de escuelas representadas —escuela sevillana, española, flamenca, italiana, holandesa, francesa— y por la diversidad de géneros pictóricos representados: temas mitológicos, paisajes flamencos, especialmente marinas, escenas de género y bambocciadas, bodegones y floreros, retratos y, por supuesto, pintura religiosa.
Magdalena Illán

Hacia 1770, poco antes de ser creado marqués en España, adoptó un nuevo escudo de armas y lema, y los hizo registrar en Bruselas, bajo régimen austriaco y gobierno de Carlos Alejandro de Lorena. Estas armas eran las de la primera figura del artículo: en campo anaranjado (o de gules), una faja de plata acompañada de tres estrellas de lo mismo. Y el lema: Lex et rex via mea est. Hasta entonces venía usando otras con un árbol y bordura de aspas.
En 1772, ya flamante marqués, se hizo retratar por un seguidor de Alonso Miguel de Tovar: esta pintura fue subastada en Madrid en 2021.
Casó en Sevilla año de 1761, en la iglesia de Santa Cruz y siendo ambos muy jóvenes, con Vicenta de Mendívil y Colarte, que nació en esta ciudad hacia 1745, hija de Tomás de Mendívil y Lazcano, caballero de Santiago, natural de Gáceta (Álava), y de María Teresa Colarte y Salcedo, nacida en Sevilla y que hizo pruebas de nobleza en 1739 para casar con santiaguista; nieta de Francisco Martínez de Mendívil y Guevara, natural de Nanclares de Gamboa, y de Antonia María de Lazcano y Martínez de Uribe, que lo era de Alegría, todo en Álava, y materna de Pedro Manuel Colarte y Rojas, caballero de Santiago, natural y maestrante de Sevilla, y de Jerónima de Salcedo y Butrón, su segunda mujer.
Vicenta de Mendívil era, por su línea materna, sobrina carnal de Pedro y de Antonio Colarte y Salcedo, capitán de navío y capitán de Caballería respectivamente; tataranieta del primer marqués del Pedroso y prima carnal del quinto.
De la marquesa de Monteflorido existe también un importante retrato, que hoy poseen sus descendientes los Piñar. Pintado antes que el de su marido, está blasonado con las armas que usaba este antes de ser marqués. Y aunque el retrato de uno y otra no hacen pareja, son probablemente de la misma autoría.
Los primeros marqueses de Monteflorido tuvieron cinco hijos que alcanzaran la edad adulta (además de otros que murieron niños):
1. José María Sergeant y Mendívil, que sigue.
2. Felipe Sergeant y Mendívil (1763-1841), presbítero secular con grados académicos, secretario del Colegio de Santo Tomás de Sevilla durante la última etapa de esta casa de estudios de los dominicos (1815-1835). Fue muy allegado al P. Leandro José de Flores, miembro del mismo claustro, quien le nombró albacea suyo.[36]
3. Francisco María Sergeant y Mendívil, alférez de navío de la Real Armada, que nació en Sevilla año de 1769. Se le formó asiento en la Real Compañía de Guardias Marinas del Ferrol el 16 de mayo de 1786.[19] En 1799 casó en Sevilla con María Luisa Bermudo y Ortiz, sin posteridad.[26]
4. Vicenta Sergeant y Mendívil, que nació en Sevilla el 2 de mayo de 1773, fue bautizada el 3 en la Santa Cruz y finó en Arahal el 30 de junio de 1831.[37] En 1800 donó una notable imagen de la Virgen de los Dolores a la Hermandad de la Santa Caridad y Misericordia de Arahal. De escuela granadina, obra de un seguidor tardío de Pedro de Mena, esta imagen reemplazó a una Virgen de Belén de menor tamaño y mérito, y fue titular de la cofradía durante más de un siglo: hasta 1936, cuando fue quemada junto con el Cristo del siglo XV, bajo el Terror Rojo.[38] En la posguerra fue sustituida por una Dolorosa de escuela sevillana, que es la actual imagen titular.[39] Vicenta Sergeant era su camarera, y en 1801 aumentó su ajuar con una valiosa corona de plata dorada que sí se conserva y ha sido restaurada en 2022.[40] Su madre le mandó en dote 163.407 reales, pagados en buena parte con obras de arte,[41] y casó en su iglesia natal el 21 de septiembre de 1794 con Miguel de Zayas Ponce de León y Brenes, maestrante de Ronda, que hizo información de nobleza erga omnes en Arahal el 11 de abril de 1794, ante Sancho Galindo. Era alcalde ordinario de Arahal y hermano mayor de la citada cofradía durante la Guerra de la Independencia, pero residió en Cádiz mientras la villa estuvo ocupada por los franceses.[42][43] Nacido en Arahal, recibió el bautismo en la Magdalena el 3 de septiembre de 1771 y falleció en la misma colación el 21 de junio de 1821. Fue hijo de Miguel de Zayas y Ponce de León, familiar del Santo Oficio de Sevilla, que en 1778 obtuvo privilegio de hidalguía,[44] y de Isabel de Brenes y Ramírez.[37][45][46][47] Y probablemente hermano de José de Zayas, presbítero, doctor en Teología y en Derecho Canónico, rector de la Universidad de Osuna, capellán de honor de S.M., que fue también hermano mayor del Cristo de la Misericordia (1805).[42][46][48] Miguel de Zayas y Vicenta Sergeant procrearon seis hijos:[49]
5. Y Antonio María Sergeant y Mendívil, que seguirá como IV marqués de Monteflorido.

Segundo marqués
Por fallecimiento del anterior en 1788, sucedió su hijo
• José María Sergeant y Mendívil, II marqués de Monteflorido, caballero maestrante de Granada (desde 1791), nacido en Sevilla en 1762. Con quince años ingresó en el Real Seminario de Nobles de Madrid. Recibió la devolución de la blanca de la carne en 1796. Imbuido de ideas liberales, tuvo algunas inquietudes políticas. De 1805 a 1809 fue diputado del común en el Ayuntamiento de Sevilla, y en 1812 se encontraba en Cádiz siguiendo de cerca las sesiones de las Cortes.
De este marqués existía un retrato que en 1910 fue exhibido en la Exposición de retratos antiguos que se celebró en Sevilla, comisariada por José Gestoso. Pertenecía el cuadro por entonces a Carmen de Zayas y Zayas (ya citada como biznieta del concesionario).
Casó en Cádiz, iglesia de Santiago y año de 1784, con María de la Trinidad Vilardell y Sancho, hija de Bernardo Vilardell y Coma, vecino de Cádiz que en 1781 obtuvo privilegio de hidalguía. Los Vilardell, o Villardell, eran una familia catalana de banqueros y aseguradores navieros. Tuvieron dos hijos:
1. Bernardo Sergeant y Vilardell, que sigue,
2. y José María Sergeant y Vilardell, natural de Cádiz, que fue bautizado en la iglesia de Santiago el 21 de marzo de 1791 y murió mozo antes que su padre. Previa información de nobleza, en 1797 ingresó como porcionista en el Real Colegio Seminario de San Telmo de Sevilla, de la Universidad de Mareantes.[111][114]

Tercer marqués
Por fallecimiento del anterior hacia 1842 y real carta expedida probablemente en 1843 (o a principios de 1844) sucedió su hijo
• Bernardo Sergeant y Vilardell, III marqués de Monteflorido, teniente coronel del Ejército, nacido en Cádiz entre 1785 y 1790.
A raíz del fallecimiento de su padre, este señor solicitó y obtuvo la sucesión en el título, llegándose a despachar la real carta. Pero por no poder afrontar el pago de los derechos sucesorios, en 1844 presentó su renuncia al mismo (junto con la aceptación del inmediato sucesor, que era su tío Antonio Sergeant y Mendívil). La renuncia fue aceptada por la reina Isabel II el 10 de mayo de 1844, y de resultas el Ministerio de Gracia y Justicia canceló la real carta y mandó publicar en la Gaceta el siguiente edicto:

S.M. la Reina se ha dignado admitir con fecha 10 del presente la renuncia hecha por D. Bernardo Sergeant y Villardino [sic por Vilardell] del título de marqués de Monteflorido, con consentimiento del inmediato sucesor, respecto de que no puede satisfacer los servicios designados en la ley por falta de bienes, cancelándose el Real diploma, y quedando este interesado en la expresa prohibición de titularse, como hasta aquí, marqués de Monteflorido.
Ministerio de Gracia y Justicia

Ignoramos hasta qué edad vivió el ex marqués y si fue casado: una densa oscuridad envuelve su figura. Pero parece que no dejó descendencia legítima.

Cuarto marqués (y línea de la que procede la marquesa actual)
En virtud de la renuncia del anterior, aceptada por la reina en 1844, y por real carta de 1844, sucedió su tío
• Antonio María Sergeant y Mendívil (1775-1846), IV marqués de Monteflorido, alférez de navío de la Real Armada, arriba filiado como el menor de los hijos del concesionario. Natural de Sevilla, fue bautizado en la iglesia de Santa Cruz el 22 de junio de 1775 y falleció en la misma ciudad año de 1846. Previa información de nobleza, sentó plaza en la Real Compañía de Guardias Marinas de Cartagena el 2 de abril de 1791.
Casó en Sevilla año de 1800 con Cayetana de Aguilar y Cueto, que era hermana de Juan Antonio, funcionario de Hacienda, e hija de Juan de Aguilar y Cueto, caballero de Santiago, natural de Sevilla, y de Antonia Fernández de Mirones; nieta de Cristóbal Andrés de Aguilar y Cueto y Pérez de la Talla, natural y oriundo de la ciudad de Córdoba, y de Isabel Manuela Núñez de Hinojosa, de la de Écija. De este matrimonio nació al menos un hijo, que originó la línea de la que procede la actual marquesa:
Felipe Sergeant y Aguilar, que nació en Sevilla hacia 1803. Estudió Leyes en esta Universidad, sin graduarse, y fue empleado de Hacienda. Casó con Josefa Morera y Miranda y tuvieron por hija a
Eloísa Sergeant y Morera, mujer de Isauro López de Ochoa y Lasso de la Vega, ambos naturales de Sevilla. Padres de
Laura López de Ochoa y Sergeant, nacida en Sevilla que tuvo por marido a Guillermo Green y Córdoba, natural de Londres. Procrearon cuatro hijos:
1. Laura Green y López de Ochoa, la mayor. Casó con Manuel Arenas Garrido y tuvo por hijas a:
  1. Laura Arenas Green, que como primogénita de la línea mejor, es la actual poseedora civilísima del marquesado de Monteflorido, pero no se interesó en la sucesión cuando en 1973 la solicitó su prima Pilar González Green. Desde 2015 ha caducado su acción jurisdiccional para recuperarlo a causa de la usucapión (establecida en 40 años para los títulos de Castilla por jurisprudencia del Tribunal Supremo). Fruto de su matrimonio con José Luis Cabezuelo Holgado, tiene dos hijas:
    1. Ana Laura Cabezuelo Arenas, sin descendencia, y
    2. Yolanda Cabezuelo Arenas, quien tiene por primogénita a Elena Ruiz Cabezuelo.

  2. María Jesús Arenas Green, que casó con Juan Balbontín Bravo.
  3. Y María Luisa Arenas Green, que casó con Javier Díez-Canedo Reixa.

2. Jorge Green y López de Ochoa, médico, que falleció joven y sin descendencia en la Guayana británica.
3. Esperanza Green y López de Ochoa, nacida en Sevilla el 10 de mayo de 1915. Casó con Álvaro González Magro, ingeniero agrónomo. Este señor dirigía la explotación ganadera del Cortijo del Cuarto, donde entonces se criaban los toros de Miura: finca que en 1937 dejó de pertenecer al municipio de Dos Hermanas pasando al de Sevilla, y en la que hoy se asienta el barrio de Bellavista. Tuvieron cinco hijos, que registraron la unión de los apellidos González Green después de 1975:
  1. Jesús González Green y Magro, periodista e ingeniero técnico agrícola, nacido en Sevilla en 1937. Pionero de la aerostación y titular de la primera licencia expedida en España para este tipo de vuelo. En 1973 no se interesó en la sucesión del marquesado de Monteflorido cuando la solicitó su hermana Pilar, más joven que él.

1.   1. María del Pilar González Green y Magro, la actual marquesa de Monteflorido, de quien se hablará más abajo.

1.   1. Esperanza González Green y Magro.
  2. Guillermina González Green y Magro, pintora, licenciada en Bellas Artes, nacida en 1943 y que falleció el 6 de octubre de 2008. Entre sus obras destaca «el lienzo que cubre el techo de la habitación de Cayetana Alba en el Palacio de Liria». Casó el 17 de marzo de 1973, en la ermita de la Virgen de Valme (sita en el cortijo del Cuarto, donde se había criado) con Jaime de Toro y Pérez de Guzmán, hijo de José de Toro y Buiza, II conde de Valdeinfantas, natural de Sevilla, y de María del Carmen Pérez de Guzmán y Urzáiz, su mujer, que lo era de Huelva. Tuvieron dos hijas: Guillermina y Carmen de Toro y González Green.
  3. Y Álvaro González Green y Magro, que nació el 11 de abril de 1960. Casó el 31 de julio de 1987 con María José Rubin de Celis y Carranza, de la que se divorció en 2006. Y volvió a casar en 2020 con Ana Sainz de Vicuña y Bemberg. De la primera tiene tres hijas: María (casada con Santiago Molina Illescas, registrador de la propiedad, con un hijo: Santiago o Yago Molina y González Green), Cristina y Blanca González Green y Rubín de Celis.

2. Y Guillermina Green y López de Ochoa, ... Parece que en 1940 esta señora estuvo pedida para casar con Antonio Vidal Ribas y Torres, pero no hubo boda, y ella casó después con Guillermo Calderón.

Pese a que el IV marqués dejaba legítima prole, después de sus días se interrumpió la sucesión del título, sin que la solicitaran sus descendientes.

### Rehabilitación por Alfonso XIII
Quinto marqués

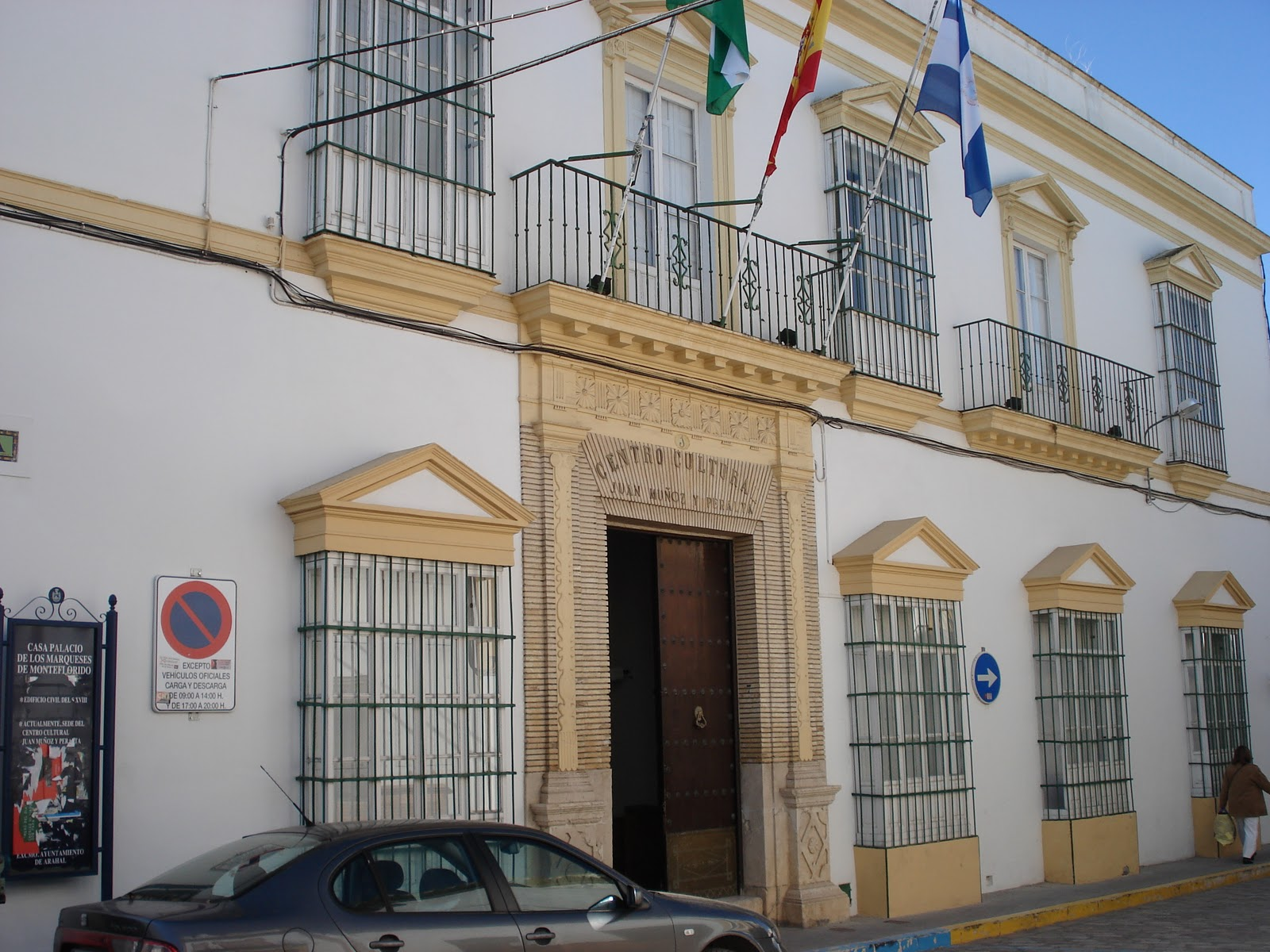
Portada de la antigua casa de los Zayas, o del Marqués de Monteflorido, sita en la calle Doña Luisa 1 de la ciudad de Arahal, esquina a Madre de Dios. Edificada a finales del, a principios del pertenecía a Eduardo Benjumea y Zayas, V marqués de Monteflorido. Actualmente es de propiedad municipal y alberga el Centro cultural Juan Muñoz y Peralta.

Tras el fallecimiento del anterior, ocurrido en 1846, el título vacó durante más de sesenta años. Por real decreto de rehabilitación de 6 de abril de 1908, y real carta del mismo año, sucedió su sobrino biznieto
• Eduardo Benjumea y Zayas (1871-1939), V marqués de Monteflorido, caballero de Calatrava, político conservador y propietario agrícola en el Arahal. Nació en esta villa en 1871 y falleció en la misma, ya ciudad, el 10 de septiembre de 1939, siendo enterrado en el panteón familiar sito en la iglesia del Cristo. Arriba filiado como tataranieto del primer marqués (por su hija Vicenta y su nieta Vicenta de Zayas y Sergeant).
Vástago de un linaje con gran presencia política en su época, fue miembro de la Diputación Provincial de Sevilla y diputado a Cortes electo tres veces por el distrito de Utrera de esta provincia, ejerciendo la representación durante cinco periodos anuales: 1907-1910, 1914-1915 y 1919-1920. Por estos años era también el jefe político de los conservadores en dicho partido judicial, al que pertenecía entonces la flamante ciudad de Arahal (hoy agregada al de Marchena), y miembro del comité provincial del Partido Conservador (1908-1923). Después, vocal del Comité de la Exposición Iberoamericana de Sevilla y de su Comisión permanente.
Gran favorecedor de su villa natal, para la que obtuvo del rey Alfonso XIII el título de ciudad en 1907, promovió en ella numerosas obras de benefiencia: fue hermano mayor del Hospital de Caridad y Misericordia (elegido en 1910 y 1922), y donó el edificio de las Escuelas Nacionales Graduadas, que fue inaugurado en 1919 por el cardenal Almaraz. Ese mismo año el ayuntamiento le nombró hijo ilustre de la ciudad de Arahal.
Entre 1923 y 1927 edificó en Sevilla el palacio de su título, de estilo regionalista, sito en la calle Rafael González Abreu n.º 3. Encargó su proyecto y dirección al arquitecto Aníbal González Álvarez-Ossorio, autor de otros bellos edificios de la ciudad, entre los que destaca el de la Capitanía General.
Casó con Benita López y Díaz de Quijano (quien solía alargar su primer apellido como «López del Piélago»), natural de Barcelona, que fue bautizada en Santa María del Pino el 8 de abril de 1876 y falleció viuda en Santander el 8 de agosto de 1945. Esta señora hizo información de nobleza a fe de los reyes de armas Rújula. Era hermana de Eusebio, I marqués de Lamadrid, y de Santiago López y Díaz de Quijano, marqués de Casa Quijano (título pontificio), destacados ambos como políticos, empresarios y mecenas; hija de Claudio José López y López, natural de Comillas, y de Benita Díaz de Quijano y Fernández Conde, su mujer, nacida en Santander; nieta de Santiago López y Ruiz del Piélago, natural de Ruiloba, y de María López Fernández, que lo era de Comillas, y materna de José Ramón Díaz de Quijano y González de Cueto y de Josefa Fernández y San Juan, naturales de Santander, todo en la actual Cantabria; sobrina de Antonio López y López, el primer marqués de Comillas, y prima del segundo, y también sobrina carnal del indiano Máximo Díaz de Quijano, de quien los López heredaron la Villa Quijano de Comillas, más conocida como El Capricho, proyectada por Gaudí para este señor. Tuvieron tres hijos:
1. Eduardo Benjumea y López (del Piélago), fallecido en Sevilla el 15 de abril de 1991, que pese a ser primogénito no pidió la sucesión a la muerte de su padre. Casó en Sevilla año de 1933 con María Josefa Maestre y Salinas, que falleció en Osuna el 30 de septiembre de 1995 y fue enterrada en el cementerio de San Fernando de Sevilla. Hermana de Francisco, marqués consorte de los Arenales y maestrante de Sevilla, e hija de Antonio Maestre y Gómez de Barreda, de los marqueses de Gómez de Barreda, y de Teresa Salinas y Malagamba, su mujer, naturales de Sevilla.[134] Procrearon ocho hijos:[134]
  1. María del Buen Consejo Benjumea y Maestre, nacida en Comillas el 29 de julio de 1934.
  2. Eduardo Benjumea y Maestre, nacido en Lisboa y bautizado el 11 de abril de 1936.
  3. Juan Benjumea y Maestre, natural de Sevilla, que fue bautizado el 30 de junio de 1937 y falleció en 1946.
  4. María Benita Benjumea y Maestre, nacida en Sevilla, que recibió el bautismo el 18 de diciembre de 1938.
  5. María Teresa Benjumea y Maestre, nacida en Sevilla y bautizada el 17 de octubre de 1944.
  6. Santiago Benjumea y Maestre, bautizado el 26 de febrero de 1950.
  7. María de la Soledad Benjumea y Maestre, nacida en Sevilla y bautizada el 4 de noviembre de 1952.
  8. Y Antonio Benjumea y Maestre, natural de Sevilla y bautizado el 11 de septiembre de 1954.
2. Santiago Benjumea y López, que sigue,
3. y María Isabel Benjumea y López, nacida en 1911 y que murió centenaria en Madrid el 12 de julio de 2012, siendo enterrada en el cementerio de Comillas. Casó en Sevilla el 3 de mayo de 1939, la Magdalena, con Juan Ramón de la Vega y Rivero, nacido en la Ciudad de México en 1907 y que falleció en Madrid el 11 de mayo de 1968. Hijo de Juan Ramón de la Vega y Concha, natural de San Pedro de Pría en el concejo de Llanes, y de María de la Luz Rivero y Noriega, su mujer, nacida en México y también oriunda de Asturias. Con posteridad.[135]

Sexto marqués
Por fallecimiento del anterior en 10 de septiembre de 1939, autorización de la Diputación de la Grandeza de 1940, decreto de convalidación de 28 de septiembre de 1956, y carta de 15 de febrero de 1957, sucedió su hijo segundogénito:
• Santiago Benjumea y López, VI marqués de Monteflorido, teniente de Caballería retirado, licenciado en Ciencias, propietario agrícola y empresario. En 1931 fue candidato a concejal del Ayuntamiento de Sevilla por la Concentración Monárquica.
Casó en 1928 con María de la Soledad de Rojas y Brieva, que falleció viuda en Sevilla el 30 de julio de 1992, hija de José María de Rojas y Ezpeleta, VI marqués de Alventos, natural de Pamplona, maestrante de Sevilla y gentilhombre de cámara de S.M., y de Clementina Brieva y Rojas, su mujer y prima; nieta de Ricardo de Rojas y Porres, V marqués de Alventos, natural y maestrante de Sevilla, y de Narcisa de Ezpeleta y Samaniego, su primera mujer, de los condes de Ezpeleta de Veire, duques de Castro-Terreño, y materna de Enrique Brieva y de Clementina de Rojas y Porres, hermana del dicho marqués. Sin descendencia.
De resultas de un pleito de mejor derecho, en 1964 fue privado del título por sentencia judicial firme, ejecutada mediante decreto.

### Pleitos y saltos de línea
Séptimo marqués
En ejecución de sentencia y por decreto de 16 de abril de 1964 y carta de 25 de febrero de 1966, sucedió un primo segundo de su padre:
• Carlos Piñar y Pickman (antes Píñar), VII marqués de Monteflorido, propietario agrícola y empresario. Nació en Sevilla el 8 de mayo de 1886, fue bautizado en la Magdalena, y falleció en la misma ciudad el 21 de febrero de 1972. Arriba filiado como tataranieto del primer marqués (por su hija Vicenta y su nieta Concepción de Zayas y Sergeant).
Fue durante muchos años directivo del Sevilla Fútbol Club, y presidente de la institución de 1921 a 1924. Bajo su presidencia se reformaron las instalaciones del Campo de la Victoria, y en las tres temporadas que duró, el club se proclamó repetidamente campeón de Andalucía.
Casó en Sevilla el 1.º de enero de 1910 con María de la Regla Miura y Hontoria, nacida en Sevilla en 1890 y que falleció en San Lorenzo de El Escorial el 13 de julio de 1960. Hija del legendario ganadero de bravo Eduardo Miura Fernández, el viejo, natural de Sevilla, y de Joaquina Hontoria García, su mujer, que lo era de Sanlúcar de Barrameda; nieta de Juan Miura Rodríguez, natural de Sevilla, que en 1849 fundó la ganadería familiar, y de Josefa Fernández García, nacida en Cádiz, a cuyo nombre se lidiaron estos toros de 1855 a 1868; nieta materna de Joaquín Hontoria y de María de los Dolores García, y biznieta de José Miura y de Josefa Rodríguez Martínez, naturales de Sevilla. Padres de: 
1. Joaquín Piñar y Miura, el primogénito, que fue tesorero y secretario del Sevilla C.F.[142] Nació el 18 de mayo de 1911 en Sevilla, donde expiró el 29 de enero de 1973,[143] y casó en la misma ciudad el 25 de septiembre de 1940 con María de los Dolores Borrego y Gutiérrez, nacida en Utrera el 6 de enero de 1916, hija de Luis Borrego y García de la Serna, natural de Ronda, y de María de las Mercedes Gutiérrez de la Cuadra, que lo era de Utrera, y sobrina carnal de Lorenzo Borrego y García de la Serna, conde consorte de la Conquista de las Islas Batanes.[143][144] Tuvieron cuatro hijos:
  1. María del Rocío Piñar y Borrego, nacida en Sevilla el 19 de abril de 1942, donde casó el 24 de mayo de 1969 con Javier de Arteche y Chalbaud, que nació en Guecho el 5 de octubre de 1940 y finó en Las Arenas el 8 de abril de 1977. Hijo de José María de Arteche y Olabarri, conde de Arteche, natural de Bilbao, y de María del Pilar Chalbaud y Amann; nieto de Julio de Arteche y Villabaso, I conde de Arteche, y de Magdalena de Olabarri y Zubiría, y materno de Pedro Chalbaud y Errazquin y de Inés Amann y Bulfi.[145] Son sus hijos:
    1. José de Arteche y Piñar, nacido en Bilbao el 7 de febrero de 1970,
    2. y Javier de Arteche y Piñar, nacido en Bilbao el 25 de marzo de 1973.[145]

  2. Luis Piñar y Borrego, que nació el 28 de octubre de 1943 en Sevilla, donde falleció el 10 de septiembre de 1982. Casó en San Pedro de Alcántara, municipio de Marbella, el 10 de julio de 1976, con Esperanza Goizueta y Fagalde, nacida en Málaga el 8 de julio de 1955, hija de Fernando Goizueta y Galbete, natural de San Sebastián, y de Pilar Fagalde y Luca de Tena, que lo era de Madrid; nieta de Norberto Goizueta y Díaz, natural de Peralta (Navarra), y de María Galbete y Moso, de Pamplona, y materna de Pedro Fagalde y Herce, conde de Verdú, natural de Madrid, y de María del Pilar Luca de Tena y García de Torres, de los marqueses de Luca de Tena.[146] Procrearon a
    1. Joaquín Piñar y Goizueta, nacido en Sevilla el 3 de marzo de 1979,
    2. y Gonzalo Piñar y Goizueta, nacido en Marbella el 26 de agosto de 1980.[146]

  3. María de los Dolores Piñar y Borrego, que nació en Sevilla el 24 de marzo de 1945 y casó allí el 29 de abril de 1970 con Álvaro Guardiola y Soto, nacido en la misma ciudad el 24 de julio de 1944, hijo de Juan Guardiola Fantoni, conde de Jimera de Líbar, y de María de la Concepción Soto e Ibarra; nieto de Salvador Guardiola y Súñer y de María de la Consolación Fantoni de los Ríos, condesa de Jimera de Líbar, y materno de Armando Soto Morillas y de María de los Dolores de Ibarra y Gómez-Rull (nieta del primer conde de Ybarra).[145] Padres de
    1. Ana Guardiola y Piñar, nacida en Sevilla el 13 de julio de 1973,
    2. y Álvaro Guardiola y Piñar, nacido en Madrid el 23 de mayo de 1977.[145]

  4. María de la Consolación Piñar y Borrego, que nació en Sevilla el 20 de marzo de 1947 y casó allí el 1.º de enero de 1970 con Gabriel Tassara y Llosent, nacido en la misma ciudad el 27 de marzo de 1940, hijo de Gabriel Tassara y Buiza y de María Teresa Llosent y Marañón, naturales de Sevilla; nieto de Manuel Tassara y Góngora y de Clemencia Buiza Lavín, y materno de José Llosent y Pascot y de María Maximina Marañón y Lavín.[145] Tuvieron cuatro hijos:
    1. María Tassara y Piñar, nacida en Sevilla el 20 de enero de 1971;
    2. Fátima Tassara y Piñar, nacida en Sevilla el 5 de febrero de 1973;
    3. Gabriel Tassara y Piñar, nacido en Sevilla el 2 de diciembre de 1975,
    4. y Juan Tassara y Piñar, nacido en Sevilla el 27 de marzo de 1982.[146]
2. José María Piñar y Miura, doctor en Química, que fue alcalde de Sevilla (1947-1952), rector de la Universidad Laboral (1957), presidente de la Junta de Obras del Puerto, del Instituto de la Grasa (CSIC),[147] de la Federación Andaluza de Fútbol (1956-1965)[142] y del Real Automóvil Club de Andalucía, director de la fábrica de La Cartuja, etc. Nacido en Sevilla el 8 de junio de 1912,[148] falleció el 29 de diciembre de 2002 en la misma ciudad,[149] donde casó el 26 de diciembre de 1940 con María del Pilar de Parias y Aceña,[150] nacida en Palma del Río el 13 de noviembre de 1916 y fallecida en 2008, hija Manuel de Parias González, natural de Peñaflor, y de Filomena Aceña García, que lo era de Villar del Ala (Soria); nieta de Antonio de Parias y Guerra, diputado a Cortes, natural y alcalde de Peñaflor, y de María de las Angustias González Solesio, su segunda mujer, y materna de Pedro Aceña de las Heras y de Romualda García Sanz.[148] Tuvieron ocho hijos: 
  1. María de la Regla Piñar y Parias, nacida en Sevilla el 16 de septiembre de 1942, donde casó el 4 de enero de 1965 con Víctor Manuel Bejarano Delgado, que nació en Huelva el 14 de julio de 1935, hijo de Víctor Bejarano Delgado, natural de la Puebla de la Calzada (Badajoz), y de María de los Dolores Delgado Jiménez, que lo era de Sevilla; nieto de Sancho Bejarano, nacido en dicha Puebla, y de María de los Dolores Delgado, y materno de Francisco Delgado y Lazo y de Lucía Jiménez Vázquez, naturales de Alosno (Huelva).[148] Padres de
    1. María de la Regla Bejarano y Piñar, nacida en Sevilla el 24 de septiembre de 1967;
    2. Víctor Bejarano y Piñar, nacido en Sevilla el 11 de junio de 1979;
    3. María Bejarano y Piñar, nacida en Sevilla el 17 de julio de 1971,
    4. y José María Bejarano y Piñar, nacido en Sevilla el 8 de octubre de 1973.[148]

  2. José María Piñar y Parias, arquitecto técnico industrial, nacido en Sevilla el 31 de agosto de 1944.[148] Casó en Madrid el 27 de octubre de 1973 con María de Sonsoles Celestino y Angulo, nacida en esta villa el 2 de marzo de 1951, hija de Raúl Celestino y Gómez, natural de las Ventas con Peña Aguilera (Toledo) y de Teresa Angulo de Otaolaurruchi, que lo era de Sanlúcar de Barrameda; nieta de Florián Celestino y Martín de Vidales y de Magdalena Gómez, naturales de las Ventas, y materna de Jerónimo Angulo Martínez y de Carmen de Otaolaurruchi, nacidos de Sanlúcar.[151] Tuvieron por hijos a
    1. Sonsoles Piñar y Celestino, nacida en Sevilla el 27 de junio de 1975;
    2. José María Piñar y Celestino, nacido en Sevilla el 23 de marzo de 1978,
    3. y Carlos Piñar y Celestino, nacido en Sevilla el 4 de marzo de 1982.[151]

  3. Carlos Piñar y Parias, ingeniero industrial, hermano mayor de la Hermandad de Pasión de Sevilla, nacido en esta ciudad el 10 de febrero de 1946.[151]
  4. Manuel Piñar y Parias, ingeniero industrial, nacido en Sevilla el 4 de noviembre de 1947. Casó en Sanlúcar de Barrameda el 8 de junio de 1974 con María de Argüeso y Barbadillo, nacida en Sanlúcar el 18 de septiembre de 1950, hija José de Argüeso y Hortal, natural de Sevilla (hermano de Miguel, el marido de María Piñar y Miura), y de Aurora Barbadillo Romero, que lo era de Sanlúcar; nieta de Manuel de Argüeso y del Río, nacido en Sanlúcar, y de María Hortal de los Casares, y materna de Manuel Barbadillo Rodríguez y de Aurora Romero y Ambrossy, naturales también de Sanlúcar.[151] Son sus hijos
    1. María Piñar y Argüeso, nacida en Sevilla el 18 de junio de 1977,
    2. y Manuel Piñar y Argüeso, nacido en Sevilla el 8 de junio de 1978.[151]

  5. Fernando Piñar y Parias, arquitecto, que fue directivo del Sevilla C.F. en los años 80, siendo presidente Eugenio Montes Cabeza.[142] Nació el 24 de mayo de 1949 en Sevilla, donde casó el 26 de marzo de 1978 con Librada Hafner y Lancha, nacida en la misma ciudad el 9 de diciembre de 1953, hija de Óscar Hafner y Robles, natural de Málaga, y de Librada Lancha Pacheco, que lo era de Sevilla; nieta de Ernesto Hafner y Kaech, nacido en Suiza, y de Margarita Emilia Robles, de Málaga, y materna de Rafael Lancha y Fal y de María Rosa Pacheco y Caputo, naturales de Sevilla.[151] Padres de
    1. Beatriz Piñar y Hafner, nacida en Sevilla el 24 de diciembre de 1979,
    2. y Javier Piñar y Hafner, nacido en Sevilla el 2 de diciembre de 1981.[152]

  6. Antonio Piñar y Parias, que nació en Sevilla el 10 de noviembre de 1950.[152]
  7. María del Pilar Piñar y Parias, nacida el 18 de mayo de 1956 en Sevilla, donde casó el 7 de diciembre de 1980 con Domingo González Sebastián, que nació en Badajoz el 18 de octubre de 1953, hijo de Juan González Montalbo, natural de Valencia de las Torres, y de Isabel Sebastián Sánchez, que lo era de Hornachos; nieto de Juan González García, natural de Usagre, y de María del Carmen Montalbo y Gómez, de Valencia de las Torres, y materno de Domingo Sebastián y del Pino, natural de dicha Valencia, y de María Sánchez Vizuete, que lo era de Hornachos, todo en la provincia de Badajoz.[152] Tuvieron por hija a
María del Pilar González Piñar, nacida en Sevilla el  el 13 de julio de 1983.[152]

  8. Y Pedro Piñar y Parias, nacido en Sevilla el 12 de junio de 1957.[152]
3. Carlos Piñar y Miura, que nació el 22 de enero de 1914 en Sevilla, donde murió de tierna edad el 4 de diciembre de 1915.[153]
4. Eduardo Piñar y Miura, que murió en Ronda soltero y de edad de 24 años el 15 de abril de 1940.[154]
5. Otro Carlos Piñar y Miura, que nació en Sevilla el 12 de octubre de 1917. Casó en la Puebla de Cazalla el 12 de diciembre de 1941 con Lucía Benjumea y Vázquez, nacida en Sevilla el 28 de enero de 1921. Esta señora era prima carnal de Eduardo Benjumea y Zayas, el V marqués de Monteflorido, de quien va hecho mérito: hija de Diego Benjumea y Taravillo, presidente de la Diputación de Sevilla, y de María Araceli Vázquez de la Lastra; nieta de José María Benjumea y Gil de Gibaja y de Juana Taravillo y Canaleta; nieta materna de José Antonio Vázquez Rodríguez y de María Gertrudis de la Lastra y Romero de Tejada, de los marqueses de Torrenueva, y sobrina nieta de Eduardo Benjumea y Gil de Gibaja (citado arriba como marido de Carmen de Zayas y Zayas, biznieta del primer marqués de Monteflorido).[153] Fueron padres de
  1. Eduardo Piñar y Benjumea, que nació en Sevilla el 12 de septiembre de 1942 y casó en San Cristóbal de La Laguna el 28 de octubre de 1969 con Juana Margarita Mesa y Rodríguez, nacida en Santa Cruz de Tenerife el 21 de septiembre de 1948, hija de Juan María Mesa y Marrero y de María del Pilar Rodríguez González; nieta de Antonio Mesa y Torres y de Inés Marrero Cabrera, y materna de Eladio Rodríguez Anceaume y de Hortensia González Flores, todos naturales de Santa Cruz de Tenerife.[155] Procrearon a
    1. Patricia Piñar y Mesa, nacida en Granada el 3 de junio de 1972,
    2. y Eduardo Piñar y Mesa, que nació en Santa Cruz de Tenerife el 8 de noviembre de 1974.[155]

  2. Y María de los Reyes Piñar y Benjumea, nacida en Sevilla el 28 de julio de 1944. Casó en Durham (Carolina del Norte, Estados Unidos) el 14 de octubre de 1967 con Eduardo Henry Dietrich, nacido en Nueva York el 6 de enero de 1944, hijo de Henry Howard Dietrich y de Elizabeth Pietsch.[155] Es su hija
Jessica Harriet Dietrich, nacida en Nueva York el 2 de noviembre de 1976.[155]
6. María de la Regla Piñar y Miura, religiosa esclava del Sagrado Corazón, nacida en Sevilla el 1.º de agosto de 1920.[155]
7. María de los Reyes Piñar y Miura, nacida el 1.º de marzo de 1923 en Sevilla, donde casó el 28 de marzo de 1949 con Jaime Melgarejo y Osborne, VI duque de San Fernando de Quiroga, grande de España, alcalde del Puerto de Santa María, que nació en Madrid el 19 de septiembre de 1919 y finó el 7 de agosto de 1978 en Villanueva de los Infantes (Ciudad Real), donde fue enterrado.[152] Hijo de Rafael Melgarejo y Tordesillas, V duque de San Fernando de Quiroga, diputado a Cortes, y de Amparo Osborne y Vázquez, su mujer; nieto de Nicolás Melgarejo y Melgarejo, IV duque de San Fernando, y de Sofía Tordesillas y Fernández-Casariego, de los condes de la Patilla, y materno de Roberto Osborne y Guezala (hijo de Tomás Osborne y Bohl de Faber y sobrino carnal del I conde de Osborne) y de Amparo Vázquez de Pablo.[156][73] Con posteridad.[157] (Véase la voz sobre este título).
8. Y María de la Concepción Piñar y Miura, nacida el 6 de junio de 1924 en Sevilla, donde casó el 12 de octubre de 1949 con Miguel de Argüeso y Hortal, nacido en Sevilla el 28 de septiembre de 1923, hijo de Manuel de Argüeso y del Río, natural de Sanlúcar de Barrameda, y de María Hortal de los Casares; nieto de Manuel de Argüeso, nacido en Arija (Burgos), y de Irene del Río, de Reinosa (Santander), y materno de Donato Hortal García, natural de Sariego (Asturias), y de María de los Casares Fernández, que lo era de Bollullos Par del Condado (Huelva).[155] Padres de
  1. Gonzalo de Argüeso y Piñar, nacido el 16 de octubre de 1950 en Sevilla, donde casó el 17 de junio de 1981 con María José de Liñán y Cruz, que nació en Sevilla el 29 de agosto de 1954, hija de José María de Liñán Campos, natural de Lora del Río, y de María Josefa Cruz Medina, que lo era de Pegalajar (Jaén); nieta de Gonzalo de Liñán Naranjo, natural de Tocina, y de María Manuela Campos Cabrera, de Lora del Río, y materna de Juan José Cruz Sepúlveda, natural de Campo de Criptana (Ciudad Real), y de María de las Nieves Medina y Gómez, de Pegalajar.[143]
  2. María de la Regla de Argüeso y Piñar, que nació en Sevilla el 7 de octubre de 1952. Casó en Espartinas el 11 de octubre de 1974 con Manuel García de Velasco y Altube, nacido en Sevilla el 6 de julio de 1942, hijo de Manuel García de Velasco y Pérez, natural de Sanlúcar, y de Ana Margarita Altube y Fernández-Palacios, que lo era de Sevilla; nieto de Francisco García de Velasco y de María Josefa Pérez, y materno de Antonio Altube Fernández y de Ana Margarita Fernández-Palacios y Bidón.[143] Padres de
    1. María de la Regla García de Velasco y Argüeso, nacida en Sevilla el 28 de junio de 1976;
    2. Manuel Francisco García de Velasco y Argüeso, nacido en Sevilla el 29 de marzo de 1979,
    3. y Marta García de Velasco y Argüeso, nacida en Sevilla el 2 de noviembre de 1982.[143]

  3. María de los Reyes de Argüeso y Piñar, nacida en Sevilla el 6 de abril de 1954;
  4. María de la Concepción de Argüeso y Piñar, que nació en Sevilla el 16 de septiembre de 1955;
  5. Miguel de Argüeso y Piñar, nacido en Sevilla el 8 de julio de 1957;
  6. María de la Esperanza Macarena de Argüeso y Piñar, nacida en Sevilla el 3 de enero de 1959,
  7. y Jaime de Argüeso y Piñar, que nació en Sevilla el 25 de julio de 1961.[143]

En 1968, tras un nuevo pleito de mejor derecho, Carlos Piñar y Pickman fue desposeído del título por sentencia del Tribunal Supremo, que fue parcialmente ejecutada al año siguiente mediante decreto.
Poseedor judicial
En ejecución de sentencia y por decreto de 27 de marzo de 1969, «sucedió»
• Miguel Ángel de Torres y Delgado (1894-1996), XIII marqués de Villa Real de Purullena y que durante un breve tiempo pudo legalmente llamarse también «VIII marqués de Monteflorido». Nacido en 1894, falleció en Madrid el 17 de octubre de 1996. Arriba filiado como chozno del concesionario (por su hija Vicenta y su nieta Francisca de Paula de Zayas y Sergeant).
Casó con María de los Dolores Topete y Peñalver, que nació hacia 1805 y falleció en Madrid el 29 de septiembre de 1996, pocos días antes que su marido. Hija de José Manuel Topete y Jiménez, natural de Villamartín, y de María Josefa Peñalver y Lobato, y tataranieta del I marqués de Pilares. Fueron padres de
1. María de la Concepción de Torres y Topete,
2. Antonia de Torres y Topete,
3. Amalia de Torres y Topete,
4. Miguel de Torres y Topete, XIV marqués de Villa Real de Purullena;
5. José Ramón de Torres y Topete,
6. María del Pilar de Torres y Topete,
7. e Ignacio de Torres y Topete.

Este poseedor también lo fue fugazmente, pues a raíz de haber obtenido la sentencia, se dirigió a él una pariente de mejor derecho, la actual titular, anunciándole su intención de interponer una nueva demanda por Monteflorido. El marqués de Purullena decidió evitar el pleito allanándose a la pretensión de esta señora, cuyo mejor derecho era muy claro, pues ella descendía de un hijo varón del concesionario. Parece que presentó su renuncia. En todo caso, no pagó los preceptivos impuestos y no se le expidió carta de sucesión.

##### Actual titular
Habiendo quedado el título vacante por decreto de 27 de marzo de 1969 (que desposeseía a Carlos Piñar y Pickman en ejecución de sentencia de 1968), en virtud del posterior desistimiento de Miguel Ángel de Torres y Delgado (el favorecido por dicha sentencia) y por orden publicada en el BOE del 18 de octubre de 1973 y carta de 20 de marzo de 1975, sucedió
• María del Pilar González Green y Magro, VIII y actual marquesa de Monteflorido, perita mercantil por la Universidad de Sevilla y vecina de esta ciudad, donde nació el 27 de julio de 1938. Arriba filiada como chozna del IV marqués.
Casó el 16 de octubre de 1961 en la ermita de la Virgen de Valme sita en el cortijo del Cuarto, Sevilla, con Jaime de Parias y Merry, ingeniero técnico agrícola por la Universidad de Sevilla, caballero de honor y devoción de la Orden de Malta y comendador de la Civil del Mérito Agrícola, hermano de la Santa Caridad y de la cofradía del Amor. Destacado empresario de los sectores agrario y financiero, fue muchos años presidente de la Caja Rural de Sevilla, promoviendo su fusión con la de Huelva y otras, que dio origen al actual grupo Caja Rural. En su empresa Agrícola San Martín aplicó innovadoras tecnologías a la producción de cítricos. Fundador y patrono de la Escuela de Negocios de San Telmo y de los colegios de Fomento Tabladilla y Entreolivos; directivo del Real Club de Andalucía el Aero. Nacido el 4 de diciembre de 1935 en Sevilla, donde falleció en la misma fecha de 2024, era hermano de Fernando, que fue alcalde de esta ciudad y procurador en Cortes, e hijo de Fernando de Parias y Calvo de León, capitán de Caballería y también caballero de Malta, fundador del Real Club Pineda, natural de Sevilla, y de Inés Merry y Gordon, su primera mujer, de los condes de Benomar, nacida en Jerez de la Frontera. De este matrimonio nacieron siete hijos:
1. Jaime (Yago) de Parias y González Green, primogénito, ingeniero técnico agrícola por la Universidad de Sevilla, que nació en Bogotá el 17 de julio de 1962. En 1990 se interesó como solicitante en la sucesión del marquesado del Pedroso.[162][33] Casó en Jerez de la Frontera el 6 de septiembre de 1991 con Petra Santolalla y Fernández de Bobadilla, licenciada en Psicología, nacida en Jerez el 28 de junio de 1963.[3] Han tenido cuatro hijos (el menor, malogrado):
  1. Ana de Parias y Santolalla, nacida en Sevilla el 16 de enero de 1993;
  2. Leticia de Parias y Santolalla, nacida en Sevilla el 3 de enero de 1996;
  3. Jaime  de Parias y Santolalla, nacido en Sevilla el 2 de  julio de 2003,
  4. y Luis de Parias y Santolalla, gemelo del anterior, que murió de tierna edad el 5 de septiembre de 2006.[3]
2. Miriam de Parias y González Green, nacida el 4 de noviembre de 1963 en Sevilla, donde casó el 5 de mayo de 1990 con José Rodríguez-Vizcaíno y Murube, ingeniero técnico agrícola, nacido en Sevilla el 20 de junio de 1958. Padres de
  1. Bosco Rodríguez-Vizcaíno de Parias, nacido en Sevilla el 22 de marzo de 1991;
  2. Miriam Rodríguez-Vizcaíno de Parias, nacida en Sevilla el 2 de diciembre de 1992;
  3. Fernando Rodríguez-Vizcaíno de Parias, nacido en Madrid el 10 de febrero de 1998,
  4. y José Rodríguez-Vizcaíno de Parias, nacido en Sevilla el 27 de julio de 2001.[3]
3. Álvaro de Parias y González Green, que nació en Sevilla el 18 de mayo de 1965. Casó en esta ciudad el 29 de junio de 1996 con Reyes Gordon-Maple y Lafita, de igual naturaleza, marquesa de San Juan de Carballo, hija del británico Robert Gordon Maple y de María de los Reyes Lafita y Gómez, su mujer, nacida en Sevilla; nieta de Alfred Gordon Maple y de Helen Maple, nacida Lowman, y materna del pintor y arqueólogo Juan Lafita y Díaz, académico de Santa Isabel de Hungría y  comendador de Alfonso el Sabio, natural de Sevilla, y de María Josefa Gómez Catón, de Fregenal de la Sierra.[163] Tienen dos hijas:
  1. Reyes de Parias y Gordon-Maple, nacida en Sevilla el 30 de marzo de 2003,
  2. y Leonor de Parias y Gordon-Maple, nacida en Sevilla el 8 de agosto de 2010.[3]
4. Ana de Parias y González Green, nacida en Sevilla el 26 de junio de 1966. Casó con Jaime Lozano Murube, nacido en Sevilla el 4 de junio de 1957. Padres de
  1. Jaime Lozano de Parias, nacido en Sevilla el 4 de septiembre de 1993,
  2. e Íñigo Lozano de Parias, nacido en Sevilla el 16 de agosto de 1996.[3]
5. Fernando de Parias y González Green, nacido en Sevilla el 25 de abril de 1969. Casó en Jerez de la Frontera el 15 de septiembre de 2000 con Esther Mateos López, nacida en Jerez el 7 de junio de 1973. Son sus hijas:
  1. Carla de Parias Mateos, nacida en Sevilla el 24 de febrero de 2002,
  2. y Blanca de Parias Mateos, nacida en Sevilla el 8 de julio de 2003.[3]
6. Laura de Parias y González Green, que nació el 14 de mayo de 1974 en Sevilla, donde casó el 13 de junio de 2003 con Ernesto Sarrión Pérez-Fontán, nacido en Sevilla el 12 de febrero de 1971. Padres de:
  1. Álvaro Sarrión de Parias, nacido en Sevilla el 23 de noviembre de 2005,
  2. y Nicolás Sarrión de Parias, nacido en Sevilla el 13 de febrero de 2010.[3]
7. E Inés de Parias y González Green, nacida en Sevilla el 18 de agosto de 1976. Casó en esta ciudad el 4 de abril de 1997 con Luis Molina Chocano, nacido en la misma el 21 de febrero de 1975. Tienen por hijos a
  1. Marcos Molina de Parias, nacido en Sevilla el 4 de abril de 1995;
  2. Ignacio Molina de Parias, nacido en Sevilla el 18 de junio de 1998,
  3. e Inés Molina de Parias, nacida en Sevilla el 11 de abril de 2001.[3]